# Isabel Osorio
Isabel Osorio (Burgos, 1522–Burgos, 1589) va ser una dama espanyola, amant del príncep i després rei Felip II.

## Orígens familiars
Isabel va ser filla de Pedro de Cartagena (m. ca. 1525), senyor d'Olmillos, regidor de Burgos i descendent del nou cristià Pablo de Santamaría, qui havia estat rabí del call de Burgos amb el nom de Selomó Ha-Leví i després bisbe d'aquesta diòcesi. La seva mare va ser María de Rojas, filla de Diego Osorio i Isabel de Vermelles —filla de Sancho de Rojas, senyor de Montsó, i de María de Pereira. Isabel Osorio va adoptar el cognom del seu avi matern. Va quedar òrfena molt jove, per la qual cosa va ser criada pel seu oncle Luis Osorio. Va tenir una germana, María de Rojas, casada amb Pedro de Velasco, de qui va tenir un fill, Pedro Osorio de Velasco, que va heretar els béns de la seva tia Isabel.

## Vida
Va ser dama de companyia de l'emperadriu Isabel i, després de la seva mort, va passar al servei de la seva filla Joana d'Àustria, germana de Felip.
Se sospita que va ser amant del príncep Felip amb qui, suposadament, va tenir dos fills bastards. El biògraf del monarca Luis Cabrera de Còrdova va escriure el 1619: «Va morir donya Isabel de Osorio, que va pretendre ser dona del rei don Felipe II, i va deixar al comte don Pedro de Osorio, el seu nebot, vuit mil ducats de renda i seixanta mil de mobles i diners». El pintor Tiziano la va immortalitzar, per ordre del rei Felip, al quadre Danae rebent la pluja d'or, que formava part d'una sèrie de quadres inspirats en les Metamorfosis d'Ovidi.
Guillem I d'Orange, el príncep dels rebels holandesos enfront de la corona espanyola, va afirmar en la seva Apologia que quan Felip es va casar per primera vegada —amb la seva cosina María Manuela de Portugal— ja estava casat amb Isabel Osorio amb qui, segons la seva versió, va tenir dos fills: Bernardino i Pedro, el primogènit, que passava per ser el seu nebot. Com a coneixedor d'aquests fets, assenyalava a Ruy Gómez de Silva, príncep de Éboli. Consta que Felipe II va donar a Isabel quantioses rendes, que li van permetre adquirir nombrosos béns territorials.
La relació entre Felip i Isabel va ser «un idil·li seriós que va durar alguns anys» i, segons algunes fonts, Felip va lliurar a Isabel un document secret en el qual declarava que ella era la seva esposa. Les noces de Felip II amb la filla del rei francès, Isabel de Valois, acordada en el Tractat Cateau-Cambresis va assenyalar el final de les suposades relacions entre Isabel Osorio i Felip. Cap al 1556 Felip II, ja allunyat d'ella, li va donar quatre milions de maravedís que Isabel va utilitzar per construir el palau de Saldañuela, a prop de Burgos, que havia manat construir després d'adquirir la torre, on va viure fins a la seva mort en 1589, als 67 anys. Mai es va casar. Està enterrada a l'ermita del Sant Crist dels Bons Temporals.

## Isabel Osorio en la ficció
Mari Pau Domínguez es va inspirar en aquest personatge per a la protagonista de la seva novel·la Una diosa para el rey.